# Duckens Nazon
Duckens Nazon (Châtenay-Malabry, 7 april 1994) is een in Frankrijk geboren Haïtiaans voetballer. Nazon is een aanvaller.

## Clubcarrière
Nazon genoot zijn jeugdopleiding bij Vannes OC en FC Lorient. In het seizoen 2013/14 kwam hij uit voor de Franse vierdeklasser US Roye-Noyon, maar die passage werd met nul doelpunten in zestien competitiewedstrijden geen succes. Een seizoen later vond hij een niveau lager wél vlot de weg naar het doel bij Olympique Saint-Quentin, waarop tweedeklasser Stade Lavallois hem een profcontract bood.
Na zijn eerste seizoen als profvoetballer, waarin hij drie keer wist te scoren in de Ligue 2, versierde Nazon een transfer naar Kerala Blasters FC. Nazon wist voor zijn Indische club slechts twee doelpunten te maken, maar desondanks eindigde Kerala Blasters FC tweede in de Indian Super League. Het leverde Nazon een transfer op naar Wolverhampton Wanderers FC. De Franse Haïtiaan kwam bij de drievoudige Engelse landskampioen echter nooit aan spelen toe: Wolverhampton leende hem twee keer uit, aan vierdeklasser Coventry City en derdeklasser Oldham Athletic.
Op 14 juni 2018 tekende Nazon een contract voor drie seizoenen bij de Belgische eersteklasser Sint-Truidense VV. Bij STVV wist hij zijn stempel niet echt te drukken, waardoor op 31 januari 2019 voor de rest van het seizoen werd uitgeleend aan St. Mirren FC, de hekkensluiter uit de Scottish Premiership.

## Clubstatistieken
| Seizoen | Club                     | Land               | Competitie           | Competitie | Competitie | Competitie | Beker | Beker | Beker | Internationaal | Internationaal | Internationaal | Totaal | Totaal | Totaal |
| Seizoen | Club                     | Land               | Competitie           | Wed.       | Dlp.       | Ass.       | Wed.  | Dlp.  | Ass.  | Wed.           | Dlp.           | Ass.           | Wed.   | Dlp.   | Ass.   |
| ------- | ------------------------ | ------------------ | -------------------- | ---------- | ---------- | ---------- | ----- | ----- | ----- | -------------- | -------------- | -------------- | ------ | ------ | ------ |
| 2015/16 | Stade Lavallois          | Vlag van Frankrijk | Ligue 2              | 14         | 3          | 0          | 5     | 3     | 0     | —              | —              | —              | 19     | 6      | 0      |
| 2015/16 | Kerala Blasters FC       | Vlag van India     | Indian Super League  | 13         | 2          | 0          | 0     | 0     | 0     | —              | —              | —              | 13     | 2      | 0      |
| 2016/17 | Wolves                   | Vlag van Engeland  | Premier League       | —          | —          | —          | —     | —     | —     | —              | —              | —              | 0      | 0      | 0      |
| 2017/18 | → Coventry City          | Vlag van Engeland  | League Two           | 21         | 6          | 3          | 3     | 2     | 1     | —              | —              | —              | 24     | 8      | 4      |
| 2017/18 | → Oldham Athletic        | Vlag van Engeland  | League One           | 16         | 6          | 2          | 0     | 0     | 0     | —              | —              | —              | 16     | 6      | 2      |
| 2018/19 | STVV                     | Vlag van België    | Jupiler Pro League   | 5          | 0          | 0          | 1     | 1     | 0     | —              | —              | —              | 6      | 1      | 0      |
| 2018/19 | → St. Mirren FC          | Vlag van Schotland | Scottish Premiership | 11         | 1          | 1          | 1     | 1     | 0     | —              | —              | —              | 12     | 2      | 1      |
| 2019/20 | STVV                     | Vlag van België    | Jupiler Pro League   | 1          | 0          | 0          | 0     | 0     | 0     | —              | —              | —              | 1      | 0      | 0      |
| 2020/21 | STVV                     | Vlag van België    | Jupiler Pro League   | 22         | 6          | 1          | 2     | 1     | 0     | —              | —              | —              | 24     | 7      | 1      |
| 2021/22 | Quevilly Rouen Métropole | Vlag van Frankrijk | Ligue 2              | 32         | 11         | 1          | 4     | 4     | 0     | —              | —              | —              | 36     | 15     | 1      |
| 2022/23 | CSKA Sofia               | Vlag van Bulgarije | Parva Liga           | 28         | 17         | 5          | 3     | 1     | 0     | 5              | 1              | 0              | 36     | 19     | 5      |
| 2023/24 | CSKA Sofia               | Vlag van Bulgarije | Parva Liga           | 18         | 7          | 3          | 2     | 0     | 0     | 2              | 0              | 0              | 22     | 7      | 3      |
| 2023/24 | Kayserispor              | Vlag van Turkije   | Süper Lig            | 13         | 2          | 1          | 0     | 0     | 0     | 0              | 0              | 0              | 13     | 2      | 1      |
| 2024/25 | Kayserispor              | Vlag van Turkije   | Süper Lig            | 33         | 8          | 4          | 0     | 0     | 0     | —              | —              | —              | 33     | 8      | 4      |
| TOTAAL  | TOTAAL                   | TOTAAL             | TOTAAL               | 227        | 69         | 21         | 21    | 13    | 1     | 7              | 1              | 0              | 255    | 83     | 22     |

Bijgewerkt tot en met het seizoen 2024/25.

## Interlandcarrière
Hoewel hij geboren is in Frankrijk, komt Nazon uit voor Haïti. Zijn eerste interland speelde hij op 5 maart 2014 tegen Kosovo. Nazon nam dat jaar deel aan de Caribbean Cup 2014, waar hij met zijn land als derde eindigde. Een jaar later werd hij geselecteerd voor de Gold Cup 2015, waar hij er met doelpunten in de groepsfase tegen Panama en Honduras toe bijdroeg dat zijn land de kwartfinale tegen Jamaica haalde. In 2016 nam Nazon met Haïti ook deel aan de Copa América Centenario.
Op 10 september 2018 leverde Nazon een opmerkelijke prestatie door vijf keer te scoren tegen Sint Maarten in een CONCACAF Nations League-kwalificatiewedstrijd. Mede hierdoor werd hij samen met Rangelo Janga (Curaçao) topschutter van het kwalificatietoernooi met zes goals.
Op de Gold Cup 2019 overtrof hij zijn prestatie van vier jaar eerder: naast twee goals (in de derde groepswedstrijd tegen Costa Rica en de kwartfinale tegen Canada) was Nazon op dit toernooi ook goed voor drie assists. Haïti sneuvelde in de halve finale pas na verlengingen tegen Mexico.